# Chìa vôi Madagascar
Chìa vôi Madagascar (danh pháp hai phần: Motacilla flaviventris) là một loài chim trong họ Chìa vôi. Đây là loài đặc hữu của Madagascar.
Môi trường sinh sống tự nhiên của nó là sông và thảo nguyên đất thấp ngập nước hay ẩm ướt theo mùa nhiệt đới và cận nhiệt đới.